# Hymenochaete rhabarbarina
Hymenochaete rhabarbarina är en svampart som först beskrevs av Miles Joseph Berkeley, och fick sitt nu gällande namn av Mordecai Cubitt Cooke 1880. Hymenochaete rhabarbarina ingår i släktet Hymenochaete och familjen Hymenochaetaceae.   Inga underarter finns listade i Catalogue of Life.